# Diego Goyoaga
Diego Román Goyoaga (Buenos Aires, Argentina, 25 de abril de 1972) es un exfutbolista argentino que jugaba como delantero.

## Trayectoria

### Defensores de Belgrano
Goyoaga debutó en Defensores de Belgrano en 1990.

### Deportivo Armenio
En 1991 pasó a Deportivo Armenio. Jugó en el tricolor hasta 1994.

### Varteks
Tuvo su primer paso por el fútbol europeo, cuando en 1995 viajó a Croacia y se sumó a Varteks.

### Deportivo Morón
En 1996 volvió a Argentina y se unió a Deportivo Morón.

### Unión Central
En 1997 se mudó a Bolivia para jugar en Unión Central. En el club tarijeño jugó hasta 1998.

### Independiente Petrolero
En 1999 pasó a Independiente Petrolero. Con el equipo de la capital boliviana, tuvo su primera experiencia internacional, cuando disputó la Copa Conmebol.

### Atlético Tucumán
En el año 2000 volvió a Argentina y se sumó a Atlético Tucumán. En el decano jugó hasta el 2001.

### Deportivo Español
Para la temporada 2001/02 pasó a Deportivo Español.

## Clubes
| Club                    | País      |
| ----------------------- | --------- |
| Defensores de Belgrano  | Argentina |
| Deportivo Armenio       | Argentina |
| Varteks                 | Croacia   |
| Deportivo Morón         | Argentina |
| Unión Central           | Bolivia   |
| Independiente Petrolero | Bolivia   |
| Atlético Tucumán        | Argentina |
| Deportivo Español       | Argentina |